# Conny Keessen
Conny Keessen (Aalsmeer, 1956) is een Nederlands freelance journalist en ondernemer.
Keessen studeerde aan de School voor de Journalistiek Utrecht. Daarna studeerde ze culturele antropologie aan de Vrije Universiteit Amsterdam.
Van 1981 tot 1993 was ze journalist voor Radio Nederland Wereldomroep. Hierna werd ze freelance journalist in Griekenland. Als Griekenlandcorrespondent van de NOS is ze regelmatig op radio en televisie om verslag te doen van de situatie in Griekenland, andere Balkanlanden en Cyprus. Met name tijdens de Griekse staatsschuldencrisis waren er veel reportages van Keessen te horen en te zien.
In mei 2016 kwam het boek Worstelen aan de rand van Europa: Verhalen achter de Griekse crisis uit waarin Keessen samen met Eva Wiessing onder andere verhalen heeft beschreven van 'gewone Grieken' tijdens de economische crisis.
Naast haar werk als freelance journalist is Keessen officemanager bij een Grieks toeristisch scheepvaartbedrijf.